# Liste der Statthalter von Pannonia inferior
Die Liste der Statthalter von Pannonia inferior enthält die bekannten Statthalter (Legatus Augusti pro praetore) der römischen Provinz Pannonia inferior (bzw. bis 106 der Provinz Pannonia). Die Liste ist nicht vollständig.

## Bis 106 n. Chr.
Die späteren Provinzen Pannonia inferior und Pannonia superior waren ursprünglich Teil der Provinz Pannonia.
| Datierung           | Name                                                | Konsul | Anmerkung     |
| ------------------- | --------------------------------------------------- | ------ | ------------- |
| 69                  | L. Tampius Flavianus                                |        |               |
| 69/70 bis 72/73     | M. Annius Afrinus                                   |        |               |
| 73/74 bis 76/77     | G. Calpetanus Rantius Quirinalis Valerius Festus    | 71     |               |
| 79/80 bis 81/82     | T. Atilius Rufus                                    |        |               |
| 82/83 bis 85/86     | L. Funisulanus Vettonianus                          | um 78  |               |
| 91/92 bis 93/94     | L. Neratius Priscus                                 | um 87  |               |
| 96/97 bis 98/99     | Cn. Pinarius Aemilius Cicatricula Pompeius Longinus | 90     |               |
| 99/100 bis 100/101  | L. Iulius Ursus Servianus                           | 90     |               |
| 100/101 bis 102/103 | Q. Glitius Atilius Agricola                         | 97     | Konsul II 103 |
| 102/103 bis 104/105 | Lucius Neratius Priscus                             | 97     |               |
| 105/106             | P. Metilius Nepos                                   | 103    |               |

1. 1 2  Werner Eck: Jahres- und Provinzialfasten der senatorischen Statthalter von 69/70 bis 138/139 In: Chiron, Band 13 (1983), S. 147–238, hier S. 225 (Online).

## Ab 106 n. Chr.
Die Provinz Pannonia inferior entstand unter Trajan (98–117) durch Teilung der Provinz Pannonia.
| Datierung           | Name                                 | Konsul  | Anmerkung |
| ------------------- | ------------------------------------ | ------- | --- |
| 106 bis 108         | P. Aelius Hadrianus                  | 108     | |
| 108 bis 110/111     | T. Iulius Maximus Manlianus          | 112     | |
| 111/112 bis 114/115 | P. Afranius Flavianus                | 117     | |
| 117/118 bis 118/119 | Q. Marcius Turbo                     |         | Laut Werner Eck gehörte Turbo nur dem Equester ordo an. Trotzdem wurde ihm die Leitung der Provinz anvertraut, um die militärischen Probleme zu lösen, die sich durch die Jazygen ergaben. Nachdem er diese Aufgabe erfüllt hatte, wurde Turbo durch einen neuen Statthalter, einen Senator, ersetzt. |
| um 119/121          | L. Cornelius Latinianus              |         | |
| 130/131 bis 133/134 | L. Attius Macro                      | 134     | |
| 135                 | M. Nonius Mucianus                   | 138     | |
| 136 bis 137         | L. Aelius Caesar                     | 136     | |
| 137 bis 141/42      | [Claudius?] Maximus                  |         | |
| 141 bis 143         | M. Pontius Laelianus Larcius Sabinus | 145     | |
| 145 bis 146         | Q. Fuficius Cornutus                 | 147     | |
| 148 bis 150         | M. Cominius Secundus                 | 151     | |
| 151 bis 153         | M. Nonius Macrinus                   | 154     | |
| 154 bis 157         | Q. Iallius Bassus                    | 158     | |
| 157 bis 159         | C. Iulius Geminus Capellianus        | 161     | |
| 162                 | Ti. Haterius Saturninus              | 164     | |
| um 208/211          | C. Iulius Septimius Castinus         | um 211  | |
| 217 bis 218         | Aelius Triccianus                    |         | |
| um 218/220          | L. Alfenus Avitianus                 | 215/216 | |
| ca. 252 bis 254     | P. Cosinius Felix                    | 250/252 | |